# Pavonia occhionii
Pavonia occhionii är en malvaväxtart som beskrevs av Antonio Krapovickas. Pavonia occhionii ingår i släktet påfågelsmalvor, och familjen malvaväxter. Inga underarter finns listade i Catalogue of Life.